# Ladislav Štoll
Ladislav Štoll (* 26. Juni 1902 in Gablonz an der Neiße, heute Jablonec nad Nisou, Böhmen, Österreich-Ungarn; † 6. Januar 1981 in Prag) war ein tschechoslowakischer Literatur- und Kunstkritiker, der die stalinistische Linie vertrat. Als Politiker der Kommunistischen Partei der Tschechoslowakei gehörte er von 1953 bis 1960 der tschechoslowakischen Regierung an.

## Leben
Ladislav Štoll wurde 1902 im böhmischen Gablonz an der Neiße geboren. Sein Vater fiel im Ersten Weltkrieg. 1926 trat Ladislav Štoll in die Kommunistische Partei der Tschechoslowakei (KSČ) ein. Ab 1929 betätigte er sich als Journalist, wobei er auch deutschsprachige Literatur rezensierte. Von 1934 bis 1937 weilte er in Moskau und übersetzte die Schriften von Marx und Engels aus dem Deutschen ins Tschechische. Ab 1937 arbeitete er für die tschechischen Druckerzeugnisse Tvorba, eine Kulturzeitschrift, und Rudé právo, ein kommunistisches Parteiblatt. Während der deutschen Besatzung in den Kriegsjahren 1939 bis 1945 verrichtete er illegale Parteiarbeit.
1946 wurde er Professor, später Rektor an der Hochschule für Politik und Sozialwissenschaften in Prag. 1953 war er tschechoslowakischer Minister für Hochschulwesen und von 1954 bis 1960 Minister für Kultur. Als Rektor des Instituts für Gesellschaftswissenschaften war er von 1957 bis 1961 dem Zentralkomitee (ZK) der KSČ unterstellt. 1960 wurde Štoll Mitglied der Tschechoslowakischen Akademie der Wissenschaften, 1962 Direktor des Instituts für tschechische Literatur in derselben und schließlich Vizepräsident dieser Institution. Außerdem war er in den 1960er und 1970er Jahren Mitglied des ZK der KSČ und Vorsitzender des Ausschusses für sozialistische Kultur.
Sein Sohn Ivan Štoll ist ein in der Tschechischen Republik bekannter Physiker.

## Kunstauffassung
Ladislav Štoll war der oberste stalinistische Kulturwächter seines Landes, dessen marxistischem Kunstgeschmack sich die Künstler zu unterwerfen hatten. Im Formalismus und der Abstraktion sah er Indizien für eine sich zersetzende Gesellschaft. Er unterstellte den Vertretern dieser Richtungen Talentlosigkeit und Schwindel oder zumindest einen Mangel an ästhetischem Empfinden. Die Menschen einer „voranschreitenden Epoche“ seien dagegen der „objektiven Schönheit“ zugewandt. Seiner Auffassung nach müsse der Künstler „hinter seinem Werk verschwinden“, denn der Rezipient wolle nicht über die Probleme des Künstlers nachdenken und über Kohärenzen spekulieren.

## Werke in deutscher Sprache
- Künstler und Wirklichkeit. [Deutsche Übersetzung von Josefa Lenková.] Orbis, Prag 1948.
- Dreißig Jahre Kampf für eine tschechische sozialistische Poesie. (Enthält auch: Die Wissenschaft geht mit dem Volke und Künstler und Wirklichkeit.) Dietz Verlag, Berlin 1953.
- Kunst und ideologischer Kampf (= Studienbibliothek der marxistisch-leninistischen Kultur- und Kunstwissenschaften). Herausgegeben von Ilse Seehase. Dietz Verlag, Berlin 1975.